# Rosie
Rosie (estilizado en minúsculas) es el álbum de estudio debut de la cantante neozelandesa y surcoreana Rosé. Fue lanzado el 6 de diciembre de 2024 a través de The Black Label y Atlantic Records. El álbum marca su primer lanzamiento en solitario desde su salida de YG Entertainment e Interscope Records en 2023. «Apt.» fue lanzado como el sencillo principal del álbum el 18 de octubre de 2024.

## Antecedentes
En diciembre de 2023, YG Entertainment reveló que, aunque Rosé, junto con las demás integrantes de Blackpink, renovó sus contratos para actividades en grupo, no firmaron con la agencia para sus actividades individuales. El 17 de junio de 2024, Teddy, el principal productor de Blackpink, reveló que The Black Label, una compañía asociada a YG Entertainment, estaba en conversaciones con Rosé para un contrato exclusivo; al día siguiente, se confirmó que había firmado un contrato de representación con dicha discográfica. El 26 de septiembre, Rosé anunció que también había firmado un contrato en solitario con Atlantic Records.
Poco después, el 1 de octubre de 2024, Rosé anunció que su primer álbum de estudio, Rosie, sería lanzado el 6 de diciembre. El anuncio fue acompañado por una publicación de la portada del álbum, que muestra un primer plano de la cantante recostada con rizos rubios. Compuesto por 12 temas, Rosie ha sido descrito como «un estallido de honestidad» por parte de la cantante, mostrando a Rosé como coautora de todo el álbum.

## Lista de canciones
| Rosie — Edición estándar |                         | |                                       |          |  |
| N.º                      | Título                  | Escritor(es) | Productor(es)                         | Duración |  |
| 1.                       | «Number One Girl»       | Park Chae Young Amy Allen Dernest «D'Mile» Emile II Omer Fedi Carter Lang Bruno Mars Dylan Wiggins                                                | Fedi Lang Wiggins Mars D'Mile         | 3:36     |  |
| 2.                       | «3am»                   | Park Allen Jacob Weinberg Raul Cubina Mark Williams                                                                                               | Weinberg Ojivolta [ a ]               | 2:34     |  |
| 3.                       | «Two Years»             | Park Gregory «Aldae» Hein Jordan K. Johnson Stefan Johnson Michael Pollack Isaiah Tejada                                                          | The Monsters & Strangerz Tejada [ a ] | 2:47     |  |
| 4.                       | «Toxic Till the End»    | Park Evan Blair Pollack Emily Warren | Blair                                 | 2:36     |  |
| 5.                       | «Drinks or Coffee»      | Park Allen Fedi Lang Blake Slatkin Wiggins | Fedi Lang Wiggins Slatkin             | 2:13     |  |
| 6.                       | «Apt.» (con Bruno Mars) | Park Allen Christopher «Brody» Brown Rogét Chahayed Fedi Phillip Lawrence Mars Theron Thomas Henry «Cirkut» Walter Michael Chapman Nicholas Chinn | Mars Cirkut Fedi Chahayed             | 2:49     |  |
| 7.                       | «Gameboy»               | Park Allen Rob Bisel Cubina Aldae Williams | Ojivolta Bisel                        | 2:46     |  |
| 8.                       | «Stay a Little Longer»  | Park Sarah Aarons Andrew Wells | Wells                                 | 4:06     |  |
| 9.                       | «Not the Same»          | Park Allen Bisel Cubina Williams | Ojivolta Bisel                        | 3:04     |  |
| 10.                      | «Call It the End»       | Park Elof Loelv Pollack Warren Griff Clawson | Clawson Pollack                       | 2:21     |  |
| 11.                      | «Too Bad for Us»        | Park Jason Evigan Wayne Hector Gian Stone Freddie Wexler Ben Fielding Dean Ussher                                                                 | Wexler                                | 3:56     |  |
| 12.                      | «Dance All Night»       | Park Greg Kurstin Maureen «Mozella» McDonald | Kurstin                               | 3:34     |  |
| 36:22                    |                         | |                                       |          |  |

| Rosie — Pista adicional de la edición Vampirehollie |                 |                        |               |          |  |
| N.º                                                 | Título          | Escritor(es)           | Productor(es) | Duración |  |
| 13.                                                 | «Vampirehollie» | Park Allen Walter Fedi | Cirkut Fedi   | 2:52     |  |
| 39:14                                               |                 |                        |               |          |  |

| Rosie — Pista adicional de la edición digital Number One Girl |                                                     |          |  |
| N.º                                                           | Título                                              | Duración |  |
| 13.                                                           | «Number One Girl» (en vivo en KBS The Seasons 2024) |          |  |

Notas
- «Apt.» contiene una interpolación de «Hey Mickey», escrita por Michael Chapman y Nicholas Chinn, e interpretada por Toni Basil.
- «Too Bad for Us» contiene una interpolación de «Anchor», escrita por Ben Fielding y Dean Ussher, e interpretada por Hillsong Worship.
- Todas las canciones están estilizadas en minúsculas excepto «Apt.» que está estilizada en mayúsculas.

## Créditos y personal
Créditos adaptados de las notas del álbum.
- Rosé – voces, producción ejecutiva
- Teddy Park – coproducción ejecutiva
- Serban Ghenea – mezcla
- Bryce Bordone – asistente de mezcla
- Chris Gehringer – masterización
- Will Quinnel – masterización
- Kuk Harrell – producción vocal (1), ingeniería vocal (1)
- Jelli Dorman – ingeniería vocal (1)
- Ben Hogart – ingeniería vocal adicional (1), ingeniería vocal (3, 10)
- Ojivolta – ingeniería vocal (3–4), producción vocal (8)
- Bart Schoudel – ingeniería vocal (3–4, 8, 10)
- Greg Kurstin – batería (12), percusión (12), bajo (12), guitarra eléctrica (12), piano (12), ingeniería de audio (12)
- Julian Burg – ingeniería de audio (12)
- Matt Tuggle – ingeniería de audio (12)

## Posicionamiento en listas

### Listas semanales
| Lista (2024)               | Mejor posición |
| -------------------------- | -------------- |
| Corea del Sur (Circle)     | 2              |
| Estados Unidos (Billboard) | 3              |
| Japón (Oricon)             | 10             |
| Japón (Japan Hot Albums)   | 8              |
| Nueva Zelanda (RMNZ)       | 3              |

### Listas mensuales
| Lista (2024)           | Mejor posición |
| ---------------------- | -------------- |
| Corea del Sur (Circle) | 3              |

## Historial de lanzamiento
| Región | Fecha                  | Formato                            | Discográfica             | Ref.         |
| ------ | ---------------------- | ---------------------------------- | ------------------------ | ------------ |
| Varios | 6 de diciembre de 2024 | CD vinilo casete digital streaming | The Black Label Atlantic | [ 8 ] [ 17 ] |